# Vattenkonsten 5
Vattenkonsten 5, också kallad Fourneringen, är en fastighet i hörnet Fleminggatan/Skepparegatan i Norrköping, som ritades av Werner Northun och uppfördes för Edward Ringborg 1898-1899. 
Edward Ringborgs farfar Jöns Ringborg köpte de byggnader från 1700-talet som låg på fastigheten och grannfastigheter i kvarteret Vattenkonsten under första hälften av 1800-talet för sin handelsrörelse.
Byggnaden är i fem våningar och ritades i  nordtysk nyrenässansstil.
Omkring 1910 flyttade Skeppsfourneringen, numera Skeppa Marin, in i byggnaden, och flyttade ut 2015. Långt in på 1960-talet sålde Skeppsfourneringen vid sidan av Systembolaget - om än i liten skala - alkohol till besökande fartyg. Företaget drev också Norrköpings första bensinmack inne på sin bakgård.

## Bildgalleri

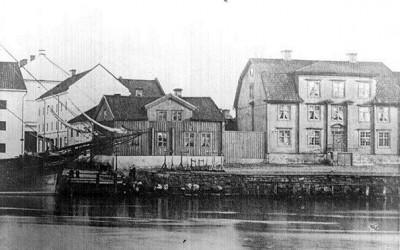
Jöns Ringborgs två hus vid nuvarande Fleminggatan, i hörnet mot Skepparegatan, i Norrköping, 1870-talet.